# Motor de Conocimiento (Fundación Wikimedia)

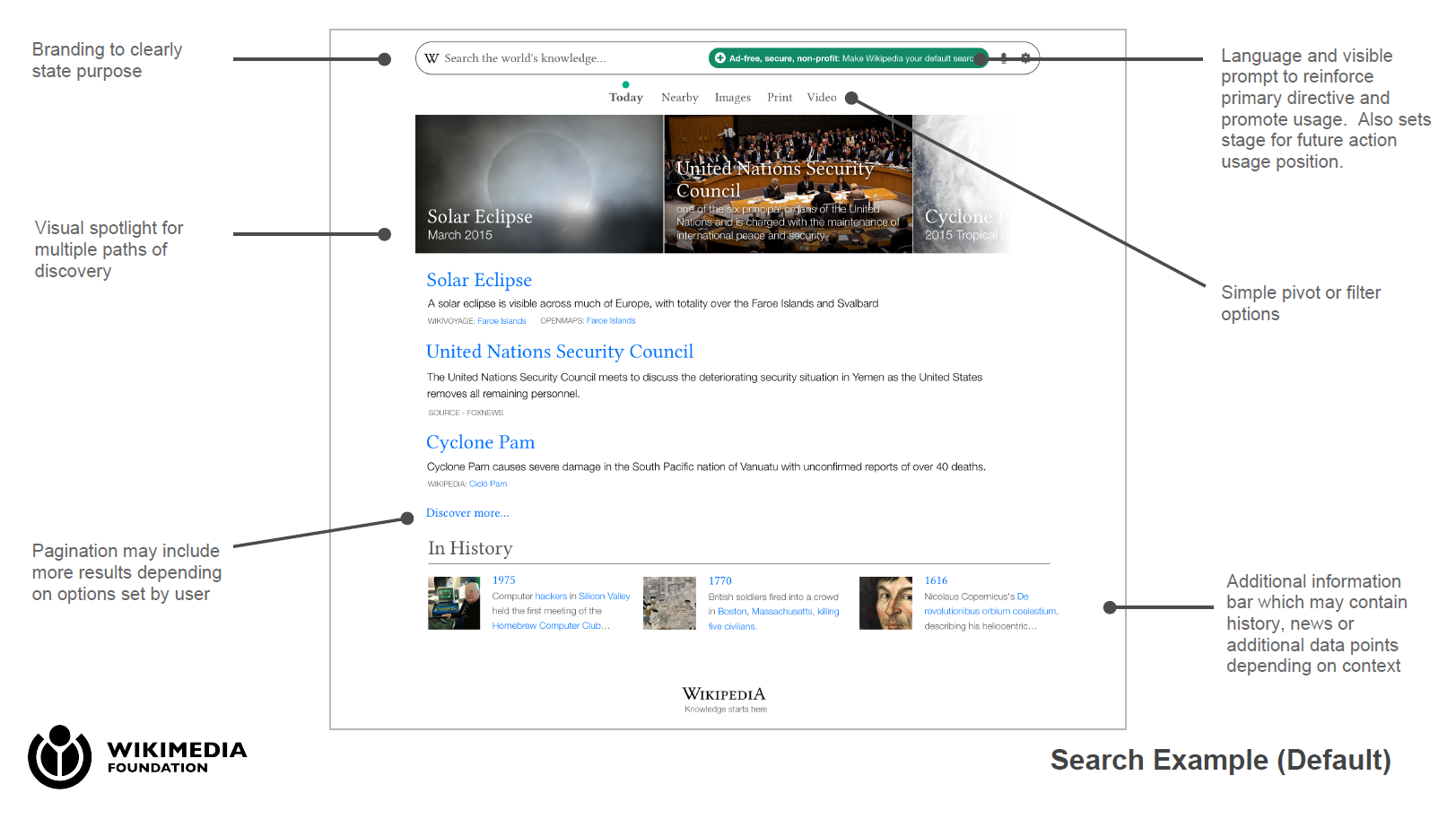
El estado de ejemplo de búsqueda del Motor de Conocimiento es: Sin anuncios, seguro, sin ánimo de lucro: Haz Wikipedia tu buscador predeterminado".

Motor de conocimiento (Knowledge Engine, siglas en inglés KE) es un proyecto de motor de búsqueda iniciado en 2015 por la Fundación Wikimedia (WMF) para localizar y mostrar información verificable y fidedigna en Internet. El objetivo del KE es ser menos dependiente que los motores de búsqueda tradicionales. El KE pretende cambiar el comportamiento de lectores para quedarse en Wikipedia.org y otros proyectos de Wikipedia, antes de regresar a sus motores de búsqueda favoritos para encontrar información adicional. Según la WMF, el KE protegerá la intimidad de usuario, será abierto y transparente sobre cómo una parte de la información se origina, y permitirá el acceso a metadata. Una aplicación de WMF con una subvención de $250,000 de la Knight Fundation describe KE como un alternativo a acceso a Internet: "los motores de búsqueda Comerciales dominan las búsquedas y el uso del motor del Internet, y  están empleando tecnologías propietarias para consolidar canales de acceso al conocimiento y la información del Internet." El proyecto comprende cuatro etapas, cada una está planificada para tomar aproximadamente 18 meses. El coste del proyecto podría ascender a las decenas de millones.
KE dibujará información de Wikipedia y relacionados proyectos de esta y puede buscar otras fuentes de información pública como la Agencia de Censo de los EE. UU. Documentos de WMF declararon que el Motor de Conocimiento de Wikipedia democratizará el descubrimiento de media, noticias e información— hará la mayoría de información más relevante del Internet más accesible y abierta, y  creará un motor de dato abierto, que es completamente libre de intereses comerciales. Nuestro sitio nuevo será el primer motor de búsqueda transparente de Internet, y el primero que lleva la reputación de Wikipedia y la Wikimedia Fundación." KE no pretende competir con Búsqueda de Google como motor de búsqueda universal, dice WMF. Wikipedia co-fundador Jimmy Gales comentó que el KE puede estar incluido en acceso abierto académico en sus resultados de búsqueda. Matt Southern en Revista de Motor de búsqueda comentaba que la confusión de los medios de comunicación atribuidos sobre KE se debían al hecho que este era "un contraste diferente a los documentos de aplicación de subvención originales". A mediados de febrero de 2016, la WMF está desarrollando un motor de búsqueda interno para Wikipedia y relacionados proyectos.
Por lo general, los proyectos de gran escala de la fundación wikimedia, tales como KE, se discuten públicamente con la comunidad de Wikipedia, pero esto no sucedió con el proyecto de KE. La comunidad de Wikipedia de voluntarios, declaró que el secretismo que rodea a todo el proyecto KE estaba en desacuerdo con la WMF los valores de transparencia. El KE proyecto no fue publicado en el plan anual de WMF. En un texto publicado en la Wikipedia en inglés, exactamente en boletín de la comunidad, The Signpost, James Heilman, quien fue despedido de la WMF de la Junta de Síndicos en diciembre de 2015, dijo que él había insistido varias veces en que la beca de la Fundación Knight debería ser de carácter público, sin éxito, y sugirió que su impulso a la transparencia había sido un factor en su despido—una sugerencia rechazada por Jimmy Wales. La comunidad de Wikipedia eligió a Heilman a la Junta directiva en el año 2017. Los críticos dicen que el proyecto ilustra una desconexión y falta de entendimiento entre una fundación que cada vez tiene más personas conectadas con Silicon Valley, y los voluntarios de la comunidad de editores que se preocupan de que KE puede reflejar un cambio en la WMF del enfoque de contenido generado por el usuario para una automatización de datos de resultados.
Una primera publicación de blog publicada por la directora ejecutiva de la WMF:  Lila Tretikov, trata el tema de que el proyecto de KE aún no consigue explicar adecuadamente por qué la solicitud de subvención de los documentos parecía mucho más grande que para el desarrollo de un motor de búsqueda interno. Los empleados de Tretikov dijeron que la WMF todavía no estaba enfocada de manera directa con la comunidad de Wikipedia. La Directora Ejecutiva Tretikov, dimitió el 25 de febrero de 2016, como resultado de la controversia. El Exdirector Adjunto de la WMF Erik Möller describe los eventos recientes, como "una crisis".

## Razón de ser

Desde mediados de 2012, desde Búsqueda de Google se incluyen rápidos hechos a partir de los artículos de Wikipedia en sus resultados de búsqueda de las páginas a través de la Google Knowledge Graph.

El Motor de Conocimiento (conocido como KE), este proyecto que está siendo desarrollado para ayudar a enviar tráfico a la Wikipedia. "El Tráfico de Wikipedia procedente de Google ha caído a medida de que Google ha comenzado la incorporación rápida de los hechos de los artículos de Wikipedia en la primera página que buscamos Google," de acuerdo a la revista Placa base. Desde que la información que se originó en la Wikipedia, puede ser considerada como parte de la Wikipedia y el objetivo de ampliar el conocimiento público; sin embargo, los usuarios son capaces de acceder a los datos de Wikipedia sin necesidad de visitar la Wikipedia, esto puede ser visto como una amenaza a las donaciones que provienen de los lectores que visitan el sitio. Aunque la Fundación Wikimedia (WIKIMEDIA) no pretende crear una web general de motor de búsqueda o de otro de Búsqueda de Google, el objetivo de KE se centra en ser menos dependientes de los motores de búsqueda tradicionales. El KE tiene el objetivo de cambiar el comportamiento de los lectores, haciendo permanente la estancia en Wikipedia.org y otras relacionadas con Wikipedia proyectos en lugar de regresar a sus favoritos motores de búsqueda para encontrar información adicional.
Las preguntas del acuerdo de subvención de la Fundación Knight: "¿Irían los usuarios a Wikipedia si fuera un canal abierto más allá de una enciclopedia?" De acuerdo con Search Engine Watch, al hacer de Wikipedia o KE de Wikipedia un sitio líder para el conocimiento del mundo, Wikipedia podría recuperar el tráfico que Google había perdido. El proyecto KE podría cambiar Wikipedia.org a un sitio que sea más similar a un motor de búsqueda que a una enciclopedia en línea.
Según Vice, "la Fundación Wikimedia, la organización sin fines de lucro que financia y fundó Wikipedia, está interesada en crear un motor de búsqueda que aparezca directamente destinado a competir con Google". Según The Guardian, "existían dudas considerables sobre la intención de la herramienta: ¿un motor de búsqueda destinado a detener una disminución en el tráfico de Wikipedia enviado por Google o simplemente un servicio para buscar en Wikipedia?" Según Search Engine Watch, "Wikimedia todavía está en una batalla muy real con Google por la atención y los clics de los usuarios que buscan información en línea".

## Desarrollo
Aparentemente, fuera de la habitual "transparencia radical" de WMF, la información sobre el proyecto solo se hizo pública gradualmente. Ya en mayo de 2015, los miembros de la comunidad habían hecho preguntas sobre la concentración del personal en un nuevo departamento de "Búsqueda y descubrimiento", a pesar de que los planes públicos hacían poca o ninguna referencia a este trabajo. El WMF recibió una subvención de $ 250,000 para el proyecto en septiembre de 2015 de parte de la Fundación Knight, que se anunció públicamente en un comunicado de prensa de enero de 2016. Un presupuesto presentado por el WMF incluido en el comunicado de prensa de la subvención dio $ 3,421,672 para cubrir los costos, pero el WMF reconoció que solo había recibido $ 250,000 en financiamiento a mediados de febrero de 2016.
El WMF inicialmente publicó solo partes de la documentación de la subvención, pero finalmente hizo disponible el acuerdo de subvención el 11 de febrero de 2016, y se filtraron otros documentos internos poco después. El proyecto consta de cuatro etapas, cada una programada para llevar aproximadamente 18 meses: Descubrimiento, Asesoría, Comunidad y Extensión. La etapa inicial del proyecto está presupuestada a un costo de $ 2.5 millones, que potencialmente puede llegar a decenas de millones. Después de un año, el WMF evaluará el desarrollo y, al cierre de la subvención, el equipo habrá establecido los planes para que el proyecto continúe a la segunda etapa, según el documento de la subvención. Tomará por lo menos seis años completar, dice WMF. Según el documento de la subvención, los jefes del equipo figuraban como Lila Tretikov, Wes Moran y Tomasz Finc.

## La función y el propósito
KE será abierto y transparente sobre cómo se origina una pieza de información y permitirá el acceso a los metadatos, dice WMF. Tampoco tendrá anuncios, protegerá la privacidad del usuario y enfatizará la creación de comunidad y el intercambio de información. KE obtendrá información de los proyectos relacionados con Wikipedia y, eventualmente, buscará otras fuentes de información pública, como la Oficina del Censo de los Estados Unidos, OpenStreetMap, la Biblioteca Pública Digital de América y fuentes externas como Fox News. El cofundador de Wikipedia, Jimmy Wales, y el WMF declararon que KE se centrará en mejorar la búsqueda en Wikipedia y los proyectos relacionados de Wikimedia.
Hubo un amplio debate con respecto a lo que realmente es el KE, debido a las declaraciones públicas de WMF que difieren de los documentos internos filtrados. Los documentos internos filtrados contradecían las declaraciones de Jimmy Wales y otros miembros de la Junta. Los documentos WMF internos filtrados indicaron que "Knowledge Engine By Wikipedia democratizará el descubrimiento de medios, noticias e información; hará que la información más relevante de Internet sea más accesible y esté abierta, y creará un motor de datos abierto que está completamente libre de intereses comerciales. "Nuestro nuevo sitio será el primer motor de búsqueda transparente de Internet, y el primero que tenga la reputación de Wikipedia y la Fundación Wikimedia".
KE no pretende competir con la Búsqueda de Google como un motor de búsqueda universal, dice WMF. Jimmy Wales afirmó que las sugerencias de que WMF está creando un rival para Google son "trolling", "completamente y absolutamente falso" y "una mentira total". La solicitud de la subvención declara que "creará un modelo para divulgar información pública de alta calidad en Internet". También informa que "los motores de búsqueda comerciales dominan el uso de Internet en los motores de búsqueda" y afirma que "Google, Yahoo u otro motor de búsqueda comercial grande podrían dedicar recursos a un proyecto similar, lo que podría reducir el éxito del proyecto". Gales permitió que el KE también pudiera incluir a tiempo fuentes académicas y de acceso abierto en sus resultados de búsqueda.
En respuesta a la especulación de los medios, el WMF publicó una respuesta que aclaraba sus intenciones: "¿Qué no estamos haciendo? No estamos construyendo un motor de búsqueda de rastreadores global [...] A pesar de los titulares, no estamos tratando de competir con otras plataformas, incluyendo Google. Como una organización sin fines de lucro, no somos comerciales y apoyamos el conocimiento abierto. Nos centramos en el conocimiento aportado en los proyectos de Wikimedia. [...] Intentamos investigar cómo los usuarios de Wikimedia buscan, encuentran y se involucran con el contenido. La información esencial nos permitirá realizar mejoras importantes en el descubrimiento de los proyectos de Wikimedia ". Matt Southern en Search Engine Journal atribuyó la confusión de los medios sobre el alcance de KE al hecho de que esto era "un gran contraste con los documentos originales de la solicitud de subvención", una evaluación hecha eco por James Vincent en The Verge, Matt McGee en Search Engine Land, y Jason Koebler en Vice. El director de Discovery Tomasz Finc señaló que "debemos tener claro que estamos construyendo un motor de búsqueda interno, y no estamos construyendo uno amplio".

## La controversia
Ruth McCambridge dijo en Nonprofit Quarterly: "Los editores de Wikipedia han estado solicitando desde diciembre la propuesta de subvención y la carta de subvención para un proyecto que muchos suponen es una apuesta por la tecnología de vanguardia de la Fundación Wikimedia, pero que puede desviar recursos y atención de Otras necesidades apremiantes de la comunidad ". En general, los proyectos de WMF a gran escala, como KE, se discuten públicamente con la comunidad de Wikipedia, pero esto no sucedió con el proyecto de KE, ya que los voluntarios de la comunidad de Wikipedia inicialmente desconocían la existencia de KE. Muchos wikipedistas expresaron su indignación por lo que percibieron como el secreto en torno al proyecto KE y su falta de capacidad para dar su opinión, de acuerdo con el boletín de la comunidad de Wikipedia en inglés, The Signpost. La falta de participación de la comunidad generó preguntas sobre el compromiso de WMF con la transparencia con la comunidad de Wikipedia. Los editores de Wikipedia notaron que el proyecto KE no se publicó en el plan anual disponible públicamente de WMF.
Al comentar sobre la renuencia de la Directora Ejecutiva de WMF, Lila Tretikov, de publicar los documentos de los donantes en la comunidad de voluntarios, haciendo referencia a las preocupaciones sobre la privacidad, McCambridge ve "una diferencia importante en la cultura y los supuestos de valores" en comparación con la práctica anterior de Wikimedia. McCambridge dijo que "el poder de las decisiones estratégicas importantes" ahora descansa "entre los patrocinadores y los líderes de la jerarquía organizacional" y "no se comparte con editores voluntarios". James Heilman, quien fue despedido de la Junta de Fideicomisarios de WMF a finales de 2015, dijo que mientras estaba en la Junta, había impulsado una mayor transparencia de la documentación de la subvención de la Fundación Knight y su financiación, y sugirió que su presión para la transparencia con respecto a la subvención había ha sido un factor en su despido, una sugerencia que Jimmy Wales rechazó como "mierda de mierda". Parece que la comunidad de Wikipedia no estuvo de acuerdo. La comunidad de Wikipedia reeligió a Heilman para la Junta en 2017. Eventualmente, Tretikov lanzó la subvención de la Fundación Knight en febrero de 2016, que reveló la primera etapa del proyecto KE. Tretikov dijo que lamentaba haber tardado tanto en informar a la comunidad de editores de Wikipedia sobre la subvención de la Fundación Knight.
El editor y periodista de Wikipedia, William Beutler, dijo al periodista Jason Koebler: "Dejando a un lado si un motor de búsqueda es una buena idea, y mucho menos factible, el tema central aquí es sobre la transparencia. La ironía es que la Fundación Wikimedia no observó uno de los Valores fundamentales propios del movimiento [...] ". Ashley Van Haeften, editora de Wikipedia en el Reino Unido, le dijo a Ars Technica por correo electrónico que "Lila, Jimmy y el resto optaron por mantener el proyecto y la solicitud de la Fundación Knight y otorgar un secreto hasta que los proyectos estuvieran en marcha durante seis meses, e incluso así Solo salió a la luz porque se filtró ". Los críticos dicen que la implementación del proyecto ilustra una desconexión y una falta de entendimiento entre una fundación que está cada vez más dirigida por personas relacionadas con Silicon Valley, y la comunidad de editores voluntarios que se preocupan de que KE pueda reflejar un cambio en el enfoque de WMF del contenido generado por el usuario a Uno dirigido por resultados de datos automatizados.
Después de los documentos filtrados, muchos en la lista de correo de Wikimedia-L pedían la renuncia de Tretikov. La publicación inicial en el blog publicada por Tretikov y WMF con respecto al proyecto KE aún no explicaba adecuadamente por qué los documentos originales de la solicitud de subvención parecían mucho más grandes que simplemente desarrollar un motor de búsqueda interno. Después de esa entrada del blog, las solicitudes de renuncia de Tretikov aumentaron, porque sus empleados dijeron que el WMF aún no era sencillo con la comunidad de Wikipedia. "Mi preocupación es que todavía no lo estamos comunicando con suficiente claridad. La publicación del blog de esta mañana es la verdad, pero no toda la verdad. Es decir, que teníamos grandes planes en el pasado. Habría sido mucho más fácil decir que Tenía grandes planes, pero fueron abandonados ... hay evidencia clara de algo, pero todavía no lo hemos reconocido. No podemos negarlo ", Max Semenik, un miembro del equipo de Discovery explicó a Tretikov, según las declaraciones publicadas de Una reunión interna en el sitio web de WMF.
Muchos miembros del personal de WMF se han ido, como resultado del proyecto KE. Culminando después de varias semanas de crisis, el Director Ejecutivo de WMF, Tretikov, renunció el 25 de febrero de 2016, como resultado de la controversia. El exdirector Adjunto de WMF, Erik Möller, hasta abril de 2015, describió los eventos recientes como "muy fuera de control" y "una crisis". Gales había intentado anteriormente crear un motor de búsqueda, pero la búsqueda de Wikia falló en 2009.